# 中川可菜
中川 可菜（なかがわ かな、1997年（平成9年）10月16日 - ）は、日本の女優。

## 来歴
2010年、中学一年生の時に第14回ニコラモデルオーディションで応募者数15,650人の中からグランプリを受賞。応募した理由は、ただ楽しそうと思ったからとしている。
2014年には「nicola」モデルから卒業した。
2020年12月、自身が出演した短編映画『小さな話』が、松竹が主催する在宅でリモート制作した短編映画のグランプリを決める「#リモート映画祭」において、 応募総数387本の中から審査員特別賞を受賞した。
2014年、日本テレビの『弱くても勝てます〜青志先生とへっぽこ高校球児の野望〜』でドラマに初挑戦し、本格的に女優デビューを果たした。
2018年11月、京阪ホールディングスのイメージキャラクター「おけいはん」（7代目）への抜擢が発表された。
2021年4月1日、アミューズから、株式会社Try-Angle(トライアングル)に移籍

## 人物
童顔な見た目から小柄に見られるが、プロフィールにあるように実際の身長は169センチメートルである。
特技は旅行の計画の立案。趣味はトマト好き、絵を描くこと、映画鑑賞、猫と戯れること、美術館・水族館に行くこと、旅行、写真を撮ること、ギター。また、総合旅行業務取扱管理者、国内旅行業務取扱管理者、AXESS実用検定試験国際線、世界遺産検定などの旅行関連の資格を保有している。

## 出演

### 映画
- 神さまの言うとおり（2014年11月15日、東宝） - 3年E組 花岡 役
- 罪とバス（2016年3月5日、映像産業振興機構） - 嶋野ちひろ 役[11]
- こどもつかい（2017年6月17日、松竹） - 渡瀬典子 役
- 仮面ライダーブレイブ&スナイプ（2018年2月3日、東映） - 百瀬小姫 役
- 午前0時、キスしに来てよ（2019年12月6日、松竹） - ネネ 役
- ヘルドッグス（2022年9月16日、東映） - ホステス 優奈 役
- 威風堂々〜奨学金って言い方やめてもらっていいですか?〜（2024年8月30日、トリプルアップ）[12]
- きみといた世界（2024年12月14日、BASARA） - 主演・碧衣 役（高橋改とW主演）[13]
- アイチェルカーレ（2025年3月8日、Momentum Labo.） - 藤岡千尋 役[14]
- ゴリラホール（2025年公開予定） - 岡本光子 役[15]

### テレビドラマ
- 弱くても勝てます〜青志先生とへっぽこ高校球児の野望〜（2014年4月12日 - 6月21日、日本テレビ） - 松田有紗 役
- ファーストクラス（第2期）（2014年10月15日 - 12月24日、フジテレビ） - YURINA（山内友梨菜） 役
- 土曜ワイド劇場「警視庁捜査一課長 〜ヒラから成り上がった最強の刑事！」（2015年10月17日、テレビ朝日） - 看護師 役
- 私 結婚できないんじゃなくて、しないんです（2016年5月13日、TBS） - 藤枝小百合 役
- 仮面ライダーエグゼイド 第6話・第34話 - 第38話（2016年11月13日・2017年6月4日 - 7月9日、テレビ朝日） - 百瀬小姫 役
- ミステリースペシャル『特殊犯罪課・花島渉』（2017年3月16日、テレビ朝日） - 花島奈々 役
- 日曜ワイド『特殊犯罪課・花島渉2』（2017年9月17日、テレビ朝日） - 花島奈々 役
- 来世ではちゃんとします 第10話（2020年3月12日、テレビ東京） - Aくんのデート相手 役
- 17才の帝国 最終話（2022年6月4日、NHK総合）
- 相棒season21 第18話「悪役」（2023年2月22日、テレビ朝日）- 矢口綾子 役

### バラエティ
- そんなバカなマン（2015年9月2日、フジテレビ）
- 痛快TV スカッとジャパン（フジテレビ）
  - 第39回「胸キュンスカッと「告白できたら褒めて!」」（2015年12月14日） - 高宮詩織 役
  - 第61回「胸キュンスカッと「恋も剣道も、踏み込んで…」」（2016年7月4日） - 原田菜月 役
  - 第191回「大逆転スカッと「弱小バレー部の奇跡」」（2020年2月3日） - 飯塚友美 役
- ビットワールド（Eテレ）
  - 「思春期たぬき ぽんぽこポコナ・ぽんぽこポコ太郎」コーナー（2016年4月15日・6月10日）
  - 「熱血!!ぽんぽこ学園」コーナー（2017年11月3日）
- 超ドSナイト・大人さがし（2016年8月2日 - 2016年10月25日、静岡放送）
- スタンダップ!（2016年8月2日 - 2020年2月13日、ABCテレビ）

### オリジナルビデオ
- 仮面ライダーエグゼイド トリロジー アナザー・エンディング PartI 仮面ライダーブレイブ&スナイプ（2018年3月28日発売） - 百瀬小姫 役

### WEBドラマ
- GHOSTTOWN（2019年3月31日 - 5月12日、FOD） - 江原咲 役[16]
- YouTube リモートドラマ 「小さな話」 - YouTube（2020年6月7日、アミューズ） - ゆみ 役[17]
- ハイスペ弁護士との同居生活は最低で最高です。（2025年配信、BUMP） - 糸瀬麻帆 役[18]

### CM
- ネスレ 「キットカット」40周年篇（2013年）[19]
- JR西日本 「踏切事故防止啓発／高校生篇、高校生・帰り道篇」（2015年）[20]
- アソビズム 「城とドラゴン」もう1回！篇、よっしゃー！篇（2015年）[21]
- 森永乳業 「リプトン ハロウィン パーティキャンペーン」（2015年）
- セシール 「ティーンズファッション通販 Cupop（キューポップ）」（2015年）
- セブン-イレブン 「近くて便利 づくしおにぎり編」（2015年）
- ユニバーサル・スタジオ・ジャパン 「ユニバーサル・ワンダークリスマス2015」（2015年）
- LINE 「LINE GAME's 3rd Anniversary」（2015年）[22]
- 三越 「華小袖」（2015年））[23]
- LOWRYS FARM 「女の子はうそつきだ」篇 ウェブCM（2015年）
- モスバーガー 「クリームチーズテリヤキバーガー」（2016年）
- 首都医校・大阪医専・名古屋医専 「私の番だ」篇（2017年）
- エディオン
  - 「新しい私へ」篇（2018年）
  - 「エディオンでみつけた、わたしのMacBook」篇（2019年）
- 東京ミステリーサーカス ウェブCM（2018年）
- 京阪電車
  - 「7代目おけいはん登場」編（2018年）
  - 「伏見」編、「宇治」編、「京都」編、「世界遺産」編、「石清水八幡宮」編（2019年）
- THE KISS 「LOVEFUL CHRISTMAS」篇（2020年）
- スタンバイ（2021年）
- 日本HP 「私よ、前にすすめ。」篇（2022年）[24][25]
- JR東海「2023年春 花咲く京都」篇（WEBCM、2023年）[26]

### MV
- WEAVER
  - 「こっちを向いてよ（Original ver.）」（2014年6月11日）
  - 「Shake! Shake!」 - YouTube（2017年4月14日）
  - 「Another World」 - YouTube（2017年9月13日））[27]
- GACKT「罪の継承 〜ORIGINAL SIN〜」（2017年3月14日）
- 荻谷まどか 「17才」 - YouTube（2018年9月3日）
- back number 「HAPPY BIRTHDAY」 - YouTube（2019年2月27日）
- 降幡愛 「CITY」 - YouTube（2020年6月11日）

### Web
- STOLABO TOKYO『スピカの夜』（2014年9月18日・2015年8月6日・2016年10月24日、Ustream）
- ぶるぺん（2015年7月21日、Ustream）
- ローリーズファーム Web限定ムービー（2015年8月7日 - ）[28]
- WEッス！（2016年4月6日 - 、サイバーエージェント）

### スチール・広告
- 平成26年秋の火災予防運動用ポスター（2014年11月9日 - 15日、全国消防協会） - イメージガール
- キモノハーツ - カタログモデル[29]
- インソース - イメージキャラクター（2015年1月29日）[30]
- 京阪電気鉄道 - イメージキャラクター「おけいはん」7代目・三条けい子 役（2018年 - 2022年）[31]
- キャリアウインク （2020年4月01日）WEB

### カバーモデル
- 隣の君に、泣かないで。（2014年4月25日、久木さとみ、小学館エンジェル文庫）

## 書籍

### 雑誌
- ニコラ（2010年 - 2014年、新潮社） - 専属モデル